# جون كروتي
جون كروتي (بالإنجليزية: John Crotty)‏ مواليد 15 يوليو 1969 في نيوجيرسي، هو لاعب كرة سلة أمريكي معتزل. بدأ مسيرته الاحترافية في سنة 1992. يبلغ طوله 6 قدم 1 بوصة (1.9 م). اعتزل اللعب في 2003.

## المسيرة الاحترافية
لعب مع يوتا جاز من سنة 1992 إلى 1995، ثم لعب مع كليفلاند كافالييرز في موسم 1995–1996، ثم لعب مع فورتيتودو بولونيا في الدوري الإيطالي في سنة 1996، ثم لعب مع ميامي هيت في سنة 1997، ثم لعب مع بورتلاند ترايل بلايزرز من سنة 1997 إلى 1999، ثم لعب مع سياتل سوبرسونيكس في سنة 1999، ثم لعب مع ديترويت بيستونز في موسم 1999–2000، ثم لعب مع يوتا جاز من سنة 2000 إلى 2002، ثم لعب مع دنفر ناغتس في موسم 2002–2003.

## روابط خارجية
- جون كروتي على موقع إن بي أي (الإنجليزية)
- جون كروتي على موقع سبورتس رفرنس (الإنجليزية)
- جون كروتي على موقع كرة السلة الأوروبية.كوم (الإنجليزية)
- جون كروتي على موقع كلية كرة السلة في سبورتس رفرنس.كوم (الإنجليزية)
- جون كروتي على موقع ريلجم (الإنجليزية)
- جون كروتي على موقع بروبوليرز (الإنجليزية)